# كريس بيلي (موسيقي أسترالي)
كريس بيلي (بالإنجليزية: Chris Bailey)‏ هو موسيقي أسترالي، ولد في 1957 في بلفاست في المملكة المتحدة.

## وصلات خارجية
- الموقع الرسمي
- كرِيس بيلي على موقع ميوزك برينز (الإنجليزية)
- كرِيس بيلي على موقع أول ميوزيك (الإنجليزية)
- كرِيس بيلي على موقع ديسكوغز (الإنجليزية)